# Penstemon dasyphyllus
Penstemon dasyphyllus är en grobladsväxtart som beskrevs av Asa Gray. Penstemon dasyphyllus ingår i släktet penstemoner, och familjen grobladsväxter. Inga underarter finns listade i Catalogue of Life.